# Calvin Johnson (Footballspieler)
Calvin Johnson, Jr. (* 29. September 1985 in Newnan, Georgia) ist ein ehemaliger US-amerikanischer American-Football-Spieler auf der Position des Wide Receivers. Er spielte seine gesamte Karriere für die Detroit Lions in der National Football League (NFL) und trägt den Spitznamen „Megatron“. Johnson wurde von den Detroit Lions als zweiter Spieler im NFL Draft 2007 ausgewählt.
2012 unterschrieb er bei den Lions einen der lukrativsten Sportverträge zu dieser Zeit, mit einem Wert von 132 Millionen Dollar und acht Jahren Laufzeit. Johnson verfügte über eine seltene Kombination aus Größe (1,96 m), Stärke, Schnelligkeit (10,3 Sekunden auf 100 m), Spannweite und Koordination. Er hält mit 1.964 Yards den Rekord für die meisten gefangenen Yards im Passspiel in einer Saison.

## Frühe Jahre
Johnson besuchte die Sandy Creek High School in Tyrone, Georgia. Schon an der High School wurde er aufgrund seiner herausragenden Physis als zukünftiger Wide Receiver in der NFL angesehen. 2004 wurde er als bester Spieler seiner Schule und landesweit an siebter Stelle der besten High-School-Spieler gelistet.

## College
2004 wechselte Johnson an das Georgia Institute of Technology und spielte für das Schulteam die Georgia Tech Yellow Jackets College Football.
In seinem ersten Jahr als Freshman wurde er gleich der beste Wide Receiver seiner Mannschaft. Er fing 48 Pässe für 837 Yards und sieben Touchdowns. Damit stellte er zugleich den Schulrekord für die meisten gefangenen Bälle, die meisten Yards und die meisten Touchdowns im ersten Jahr am College ein. Für diese Leistung wurde er ins First Team All-ACC gewählt.
In seinen drei Jahren am College fing er 178 Pässe, mit denen er 2.927 Yards und 28 Touchdowns erzielte. Durch diese Leistung stellte er den Schulrekord für die meisten gefangenen Pässe und die meisten Touchdowns ein.

## NFL

### NFL-Draft
2007 meldete sich Johnson für den NFL Draft an. Er zeichnete sich durch außergewöhnliche Physis aus, trotz seiner 1,96 Meter und 108 Kilogramm lief er bei der NFL Combine den 40-Yard-Sprint in 4,35 Sekunden und sprang aus dem Stand 1,14 Meter in die Höhe. Bereits vor seiner NFL-Karriere wurde Johnson mit Randy Moss verglichen. Johnson wurde beim Draft in der ersten Runde als zweiter Spieler von den Detroit Lions ausgewählt und unterzeichnete im August 2007 einen Sechsjahresvertrag.

### NFL-Karriere
Johnson feierte sein Debüt für die Lions beim Spiel am 9. September 2007 gegen die Oakland Raiders, das auch wegen der Leistung Johnsons – er fing vier Pässe für 70 Yards und erzielte einen Touchdown – mit 36:21 gewonnen wurde. Seinen ersten Touchdown im Laufspiel erzielte er am 21. Oktober 2007, als er einen Ball über 32 Yards in die Endzone trug. In dieser Zeit bekam Johnson auch seinen Spitznamen: In einem Interview mit Wide Receiver Roy Williams nannte dieser Johnson aufgrund seiner besonders starken Physis und seinem guten Spiel „Megatron“, weil er so furchterregend und mit solch großen Händen ausgestattet sei wie der gleichnamige Kampfroboter. Sein erstes Jahr beendete er mit 48 gefangenen Pässen für 756 Yards und vier Touchdowns.
In seinem zweiten Jahr in der NFL fing Johnson erstmals Bälle für mehr als 1000 Yards. Insgesamt waren es 78 Pässe für 1.331 Yards und zwölf Touchdowns. Trotz dieser Leistung beendeten die Lions die Saison ohne einen einzigen Sieg mit einer Bilanz von 0:16, was die schlechteste Leistung einer Mannschaft in der Geschichte der NFL darstellte. Johnsons Leistung war umso beeindruckender, da er mit drei verschiedenen Quarterbacks spielte.
2009 bekamen die Lions mit Jim Schwartz einen neuen Head Coach, der einen kompletten Neuaufbau des Teams vollzog. Die Lions beendeten die Saison mit einer Bilanz von 2:14, und wieder musste Johnson zeitweise mit drei verschiedenen Quarterbacks spielen, nachdem sich der Rookie-Quarterback Matthew Stafford in einem Spiel gegen die Cleveland Browns an der Schulter verletzte und den Rest der Saison ausfiel. Insgesamt fing Johnson in 14 Spielen 67 Pässe für 984 Yards und fünf Touchdowns.
In der Saison 2010 fing Johnson in 15 Spielen 77 Pässe für 1120 Yards und erzielte zwölf Touchdowns. Aufgrund von Verletzungen der Quarterbacks spielte Johnson auch in diesem Jahr zeitweise mit drei Quarterbacks. Die Konstanz in seinen Leistungen brachte ihm 2010 seine erste Pro-Bowl-Teilnahme ein. Des Weiteren wurde er in das Second-All-Pro-Team gewählt.
In der Saison 2011 konnte sich Johnson ein weiteres Mal steigern, indem er bei 96 gefangenen Pässen 1681 Yards Raumgewinn und 16 Touchdowns erzielte. Die Lions erreichten in diesem Jahr mit zehn Siegen und sechs Niederlagen zum ersten Mal seit 1999 die Play-offs. In der Saison 2012, in der die Lions mit nur fünf Saisonsiegen klar die Play-offs verpassten, sorgte Johnson für einen persönlichen Höhepunkt: er erzielte 1.964 Yards Raumgewinn durch gefangene Pässe und brach damit den Rekord von Jerry Rice.
2012 unterzeichnete Johnson einen Vertrag über acht Jahre und 60 Millionen US-Dollar, der ihn zum bestbezahlten Wide Receiver der NFL machte. Er setzte sich gegen 42 andere Spieler durch und zierte das Cover von Madden NFL 13. Zwischen dem 9. und 16. Spieltag fing er in jedem Spiel Bälle für mindestens 125 Yards und brach damit den Rekord von Pat Studstill. Am 22. Dezember 2012, im Spiel gegen die Atlanta Falcons, stellte er Jerry Rice’ Rekord für die meisten gefangenen Yards (1.848) in einer Saison ein. Johnson nahm am Pro Bowl teil und scheiterte am Ende der Saison nur knapp an der 2000-Yards-Marke. Er fing 122 Bälle und erzielte dabei 1.964 Yards Raumgewinn.
Am 27. Oktober 2013 fing Johnson beim Sieg über die Dallas Cowboys 14 von 16 in seine Richtung geworfene Pässe und beendete das Spiel mit 329 Yards und einem Touchdown. Damit stellte er einen neuen Franchiserekord für die Lions auf, indem er Cloyce Box aus dem Jahr 1950 überflügelte. Außerdem war dies der beste Wert der jemals in einem Spiel über die reguläre Spielzeit aufgestellt wurde und der zweitbeste überhaupt in der Geschichte der NFL nach Flipper Andersons 336 Yards in einem Sieg nach Verlängerung von 1989. Durch dieses Spiel stellte er außerdem den Rekord von Lance Alworth für die meisten Spiele (5) mit mehr als 200 gefangenen Yards ein.
Am zehnten Spieltag gelangen ihm zwei Touchdowns, wodurch er der Rekordhalter der Lions für die meisten gefangenen Touchdowns (63) wurde. Er wurde in den Pro Bowl gewählt, konnte aber auf Grund einer Verletzung nicht teilnehmen.

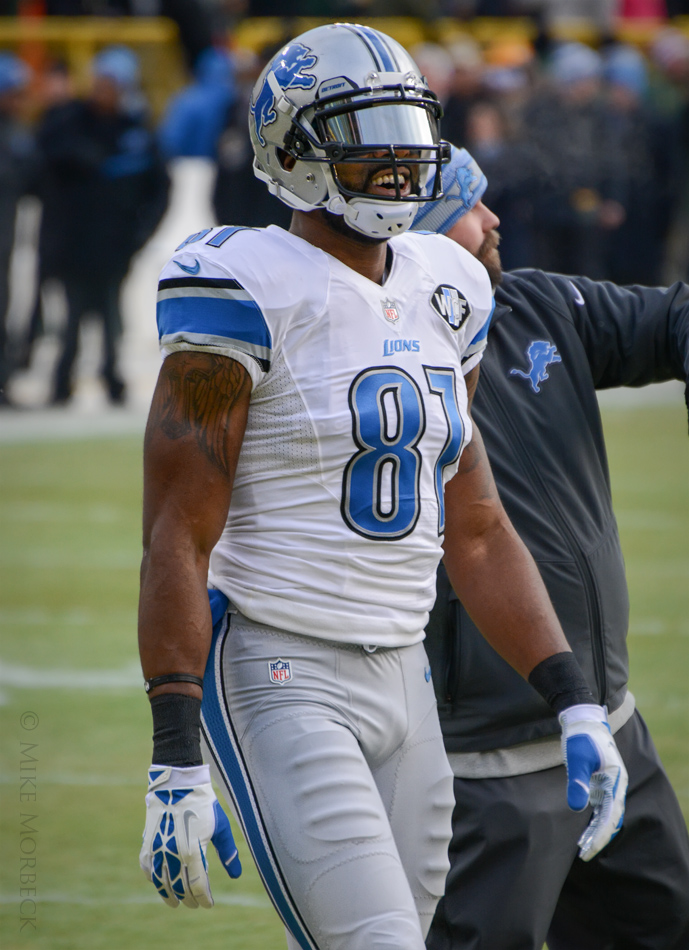
Johnson im Trikot der Lions (2014)

In der Saison 2014 musste Johnson durch anhaltende Verletzungsprobleme immer wieder angeschlagen auflaufen, doch durch den Neuzugang Golden Tate, welcher ihn etwas entlastete, und eine gute Verteidigung erreichten die Lions die Play-offs. Im Thanksgivingspiel gegen die Chicago Bears gelang es ihm die 10.000 Yard Marke in gefangenen Pässen zu durchbrechen. Dazu benötigte er nur 115 Spiele – keinem anderen Spieler gelang dies schneller. Am Ende der Saison wurde er zum fünften Mal in den Pro Bowl gewählt.
In seiner neunten Spielzeit wurde er 2015 zum sechsten Mal in den Pro Bowl gewählt. Johnson fing in dieser Spielzeit 88 Pässe für 1.214 Yards und neun Touchdowns. Auf Grund seines hochdotierten Vertrages und für NFL-Spieler fortgeschrittenen Alters gab es immer wieder Gerüchte über seine Zukunft bei den Lions, welche er nach Saisonende mit einem veröffentlichten Statement weiter anheizte, als er verlauten ließ, dass er über ein mögliches Karriereende nachdenke. Am 8. März 2016 gab Johnson sein Karriereende bekannt.

### Receiving-Statistik
| Jahr   | Team   | Rec | Yards  | Avg  | Lng | TD | Fmb | Fmb lst |
| ------ | ------ | --- | ------ | ---- | --- | -- | --- | ------- |
| 2007   | DET    | 48  | 756    | 15,8 | 49  | 4  | 1   | 0       |
| 2008   | DET    | 78  | 1.331  | 17,1 | 96T | 12 | 3   | 2       |
| 2009   | DET    | 67  | 984    | 14,7 | 75T | 5  | 3   | 2       |
| 2010   | DET    | 77  | 1.120  | 14,5 | 87T | 12 | 1   | 0       |
| 2011   | DET    | 96  | 1.681  | 17,5 | 73T | 16 | 1   | 1       |
| 2012   | DET    | 122 | 1.964  | 16,1 | 53  | 5  | 3   | 3       |
| 2013   | DET    | 84  | 1.492  | 17,8 | 87  | 12 | 1   | 1       |
| 2014   | DET    | 71  | 1.077  | 15,2 | 67T | 8  | 0   | 0       |
| 2015   | DET    | 88  | 1.214  | 13,8 | 57  | 9  | 1   | 1       |
| Gesamt | Gesamt | 731 | 11.619 | 15,9 | 96  | 83 | 14  | 10      |

### NFL-Rekorde
- Meiste gefangene Yards in einer Saison: 1.964 (2012)[17][18]
- Meiste gefangene Bälle in einem Kalendermonat: 49 (Dezember 2012)
- Erster Spieler mit mindestens zwei gefangenen Touchdownpässen in jedem der ersten vier Spiele einer Saison (2011)[19]
- Erster Spieler in der Geschichte der NFL mit mindestens 1.600 gefangenen Yards in zwei Saisons in Folge: 2011–2012
- Saisons mit 1.600 Yards gefangener Pässe: zwei – zusammen mit  Marvin Harrison und Torry Holt
- Meiste Spiele in Folge mit mindestens 100 gefangenen Yards: acht - zusammen mit Adam Thielen[20]
- Meiste Spiele in Folge mit mindestens zehn gefangenen Bällen: vier[17]
- Meiste Spiele mit mindestens 100 Yards im Passspiel in einer Saison: elf – zusammen mit Michael Irvin[21]
- Meiste Spiele in Folge mit mindestens zwei gefangenen Touchdowns: vier – gemeinsam mit Cris Carter und Doug Baldwin
- Meiste gefangene Yards in einem Spiel über die Reguläre Spielzeit: 329
- Meiste gefangene Yards in zwei Spielen in Folge: 484
- Meiste Spiele mit mehr als 200 gefangenen Yards: fünf – gemeinsam mit Lance Alworth
- Meiste gefangene Yards innerhalb von fünf Spielen: 861
- Meiste gefangene Yards innerhalb von sechs Spielen: 962

### Lions-Franchiserekorde
- Meiste gefangene Touchdowns in einer Saison: 16 (2011)
- Meiste Touchdowns: 83
- Meiste Saisons mit mehr als zehn gefangenen Touchdowns: vier[22]
- Meiste gefangene Pässe über 70 oder mehr Yards: acht[23]
- Meiste Spiele mit mehreren erzielten Touchdowns in einer Hälfte: 12
- Meiste gefangene Yards in einem Spiel: 329
- Meiste gefangene Yards: 11.619

* Stand 2015